# Landkreis Hohensalza

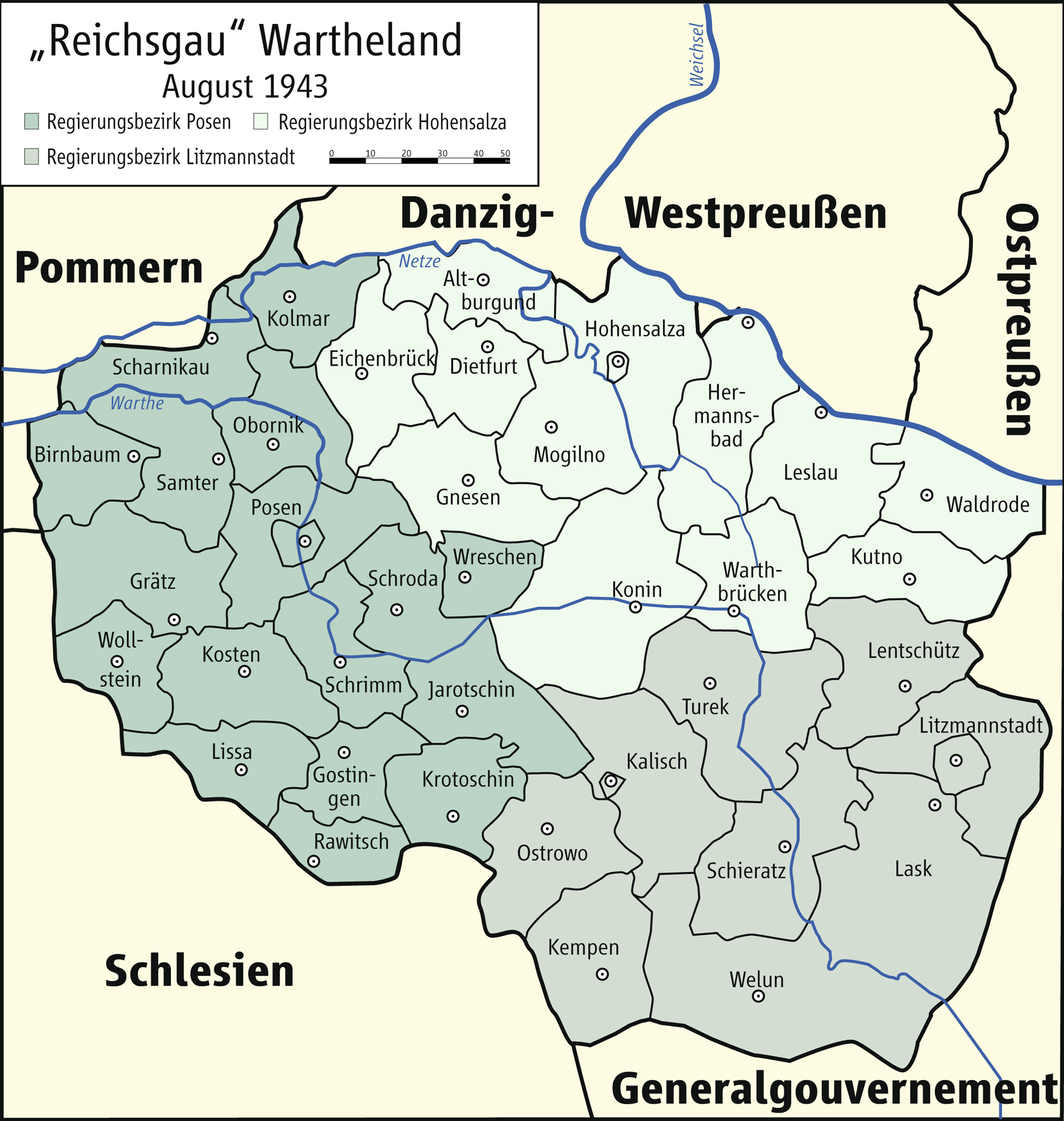
Regierungsbezirke und Kreise im Reichsgau Wartheland

Landkreis Hohensalza war während des Zweiten Weltkrieges der Name einer deutschen Verwaltungseinheit im besetzten Polen (1939–45).

## Vorgeschichte (1815 bis 1920)
Das Gebiet um die westpolnische Stadt Inowrocław gehörte von 1815 bis 1919 als Kreis Inowrazlaw (nach 1904 Kreis Hohensalza) zur preußischen Provinz Posen. Im Zuge des Großpolnischen Aufstandes kam Inowrocław im Januar 1919 unter polnische Kontrolle und wurde am 28. Juni 1919 mit der Unterzeichnung des Versailler Vertrags offiziell an das neu gegründete Polen abgetreten. Die Räumung des unter deutscher Kontrolle verbliebenen Kreisgebietes um die Stadt Argenau und Übergabe an Polen erfolgte zwischen dem 17. Januar und dem 4. Februar 1920.

## Verwaltungsgeschichte
Zu Beginn des Zweiten Weltkriegs besetzten deutsche Truppen den westpolnischen Powiat Inowrocław, die Kreisstadt Inowrocław wurde am 8. September 1939 eingenommen.
Am 26. Oktober 1939 wurde der Powiat unter der Bezeichnung Landkreis Hohensalza an das Deutsche Reich angeschlossen, was als einseitiger Akt der Gewalt völkerrechtlich aber unwirksam war. Der Landkreis wurde Teil des Regierungsbezirkes Hohensalza im Reichsgau Wartheland.
Sitz des deutschen Landratsamtes (und des Regierungspräsidenten des Regierungsbezirks) wurde die Kreisstadt Inowrocław, die aber nicht zum Landkreis gehörte, sondern einen eigenen Stadtkreis bildete.
Mit dem Einmarsch der Roten Armee im Januar 1945 endete die deutsche Besetzung.

## Politik

### Landkommissar
1939–9999: Walter Hammersen (1911–1990)

### Landräte
1939–1942: Walter Hammersen
1942–1945: ?

## Kommunale Gliederung
Die Ortschaften des Landkreises wurden zunächst in 10 Amtsbezirken zusammengefasst. Am 1. April 1943 wurde der Amtsbezirk Wikingen-Stadt zur Stadt nach der Deutschen Gemeindeordnung von 1935 ernannt. Gegen Ende der Besetzung bestand der Landkreis aus 1 Stadt (Kruschwitz) und 9 Amtsbezirken.

## Bevölkerung
Der Landkreis Hohensalza hatte im Jahre 1941: 67.161 meist polnische Einwohner. Die deutschen Besatzungsbehörden vertrieben zwischen dem 1. Dezember 1939 und dem 31. Dezember 1943 über 9700 Polen aus dem Gebiet.
Im Gebiet lebte eine kleine deutsche Minderheit (1926: 8455 Personen oder 11,5 % der Stadt- und Kreisbevölkerung), während der Besetzung wurden zusätzlich Deutsche angesiedelt. Gegen Ende der Besetzung verließ der Großteil das Gebiet.
Die jüdische Bevölkerung wurde ins Generalgouvernement deportiert und dort ermordet.

## Ortsnamen
Die lokalen Besatzungsbehörden versahen alle Ortschaften im Kreisgebiet mit deutschen Namen, obwohl offiziell laut unveröffentlichtem Erlass des Innenministers vom 29. Dezember 1939 zunächst die 1918 gültigen deutschen Bezeichnungen weitergelten sollten. Am 18. Mai 1943 wurden für alle Orte mit einer Post- oder Bahnstation im Wartheland deutsche Namen festgelegt, wobei es wiederum zu Abweichungen kam.
Liste der Städte und Amtsbezirke im Landkreis Hohensalza:
| polnischer Name    | deutscher Name (1918) | deutscher Name (1939–1945)              |
| ------------------ | --------------------- | --------------------------------------- |
| Chełmce            | Chelmce               | Grünholm                                |
| Dąbrowa Biskupia   | Louisenfelde          | Luisenfelde                             |
| Gniewkowo          | Argenau               | Argenau                                 |
| Inowrocław         | Hohensalza            | Hohensalza                              |
| Kruszwica          | Kruschwitz            | 1939–1943 Wikingen 1943–1945 Kruschwitz |
| Rojewo             | Roneck                | 1939–1943 Roneck 1943–1945 Rooneck      |
| Złotniki Kujawskie | Güldenhof             | Güldenhof                               |

## Persönlichkeiten
- Walter Hammersen (Landrat und NSDAP-Kreisleiter des Landkreises Hohensalza, später FDP)